# 武陵道
武陵道是1914年到1916年存在于中华民国湖南省的一个道。

## 历史沿革
民國3年（1914年）5月置，道尹為要缺，二等。駐常德縣（今湖南省常德市城區）。轄常德、岳陽、平江、臨湘、華容、桃源、漢壽、沅江、澧縣、石門、慈利、安鄉、臨澧、大庸、南縣15縣。民國5年（1916年）10月裁撤，常德、岳陽、平江、臨湘、華容、漢壽、沅江、澧縣、安鄉、臨澧、南縣11縣劃歸湘江道，桃源、石門、慈利、大庸4縣劃歸辰沅道。